# Kozarac
Kozarac (cyr. Козарац) – miasto w Bośni i Hercegowinie, w Republice Serbskiej, w mieście Prijedor. Położone jest około 10 km na wschód od Prijedoru i około 45 km na zachód od Banja Luki. W 2013 roku liczyło 2585 mieszkańców.
Nazwa miasta pochodzi od nazwy wiatru wiejącego od góry Kozara.
Niedaleko znajduje się Park Narodowy Kozara (Nacionalni Park Kozara).
W czasie poprzedzającym rozpad Jugosławii, Kozarac liczył nieznacznie ponad 8 tysięcy mieszkańców, jednak w czasie walk wojennych śmierć poniosło około 3 tysiące obywateli miasta. Ponadto bardzo wielu mieszkańców było zmuszonych do opuszczenia miasta i obecnie ocenia się, że około 15 tysięcy byłych mieszkańców wraz z potomkami mieszka w różnych miejscach świata.

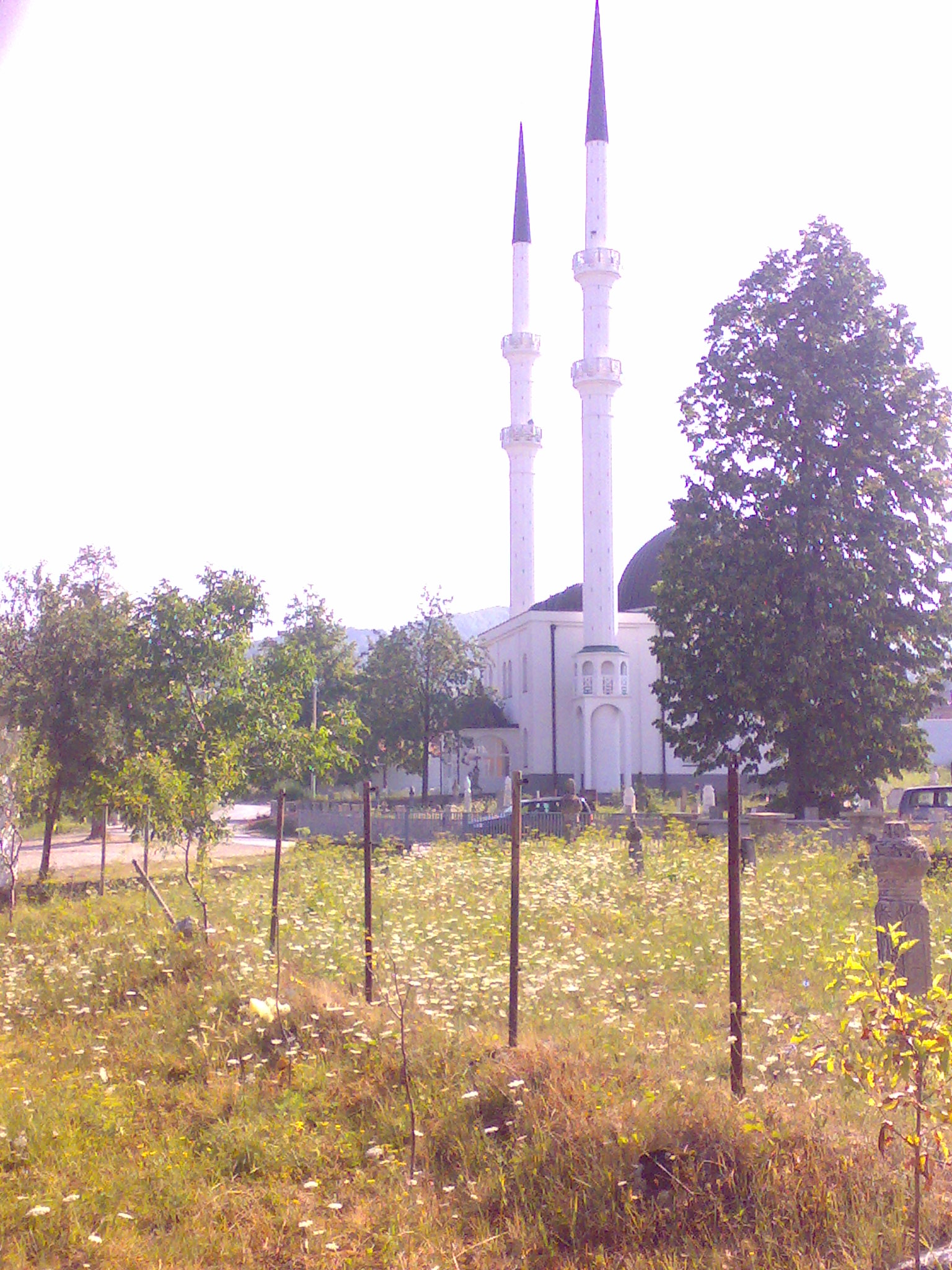
Jeden z 14 meczetów znajdujących się w Kozaracu
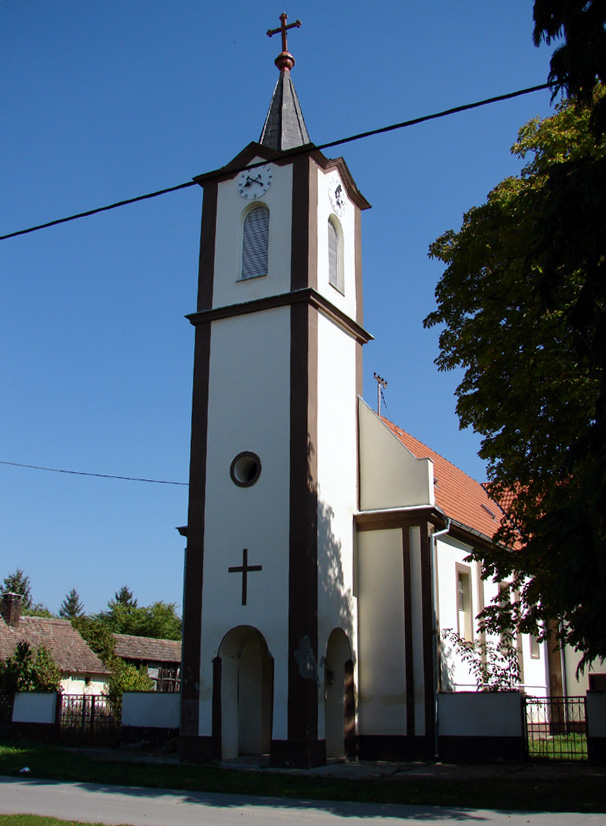
Kościół prawosławny w Kozaracu